# Richard Spong
Richard Spong, född 23 september 1983 i Falun, är en svensk före detta fotbollsspelare som bland annat har spelat för Djurgårdens IF, IFK Norrköping och Gais. Spong har under sin karriär spelat främst som mittfältare. Han har skrev senast kontrakt med IK Frej till och med säsongen 2019.
Spong började sin karriär i IK Frej innan han som 13-åring gick till talangfabriken IF Brommapojkarna. Efter BP blev han ungdomsproffs i Coventry City som då spelade i Premier League. 2003 gick han till allsvenska Djurgårdens IF, där blev det snålt med speltid. Två år senare flyttade han till Superettan och IFK Norrköping. 2009 skrev han kontrakt med allsvenska Gais, där han stannade fram till och med säsongen 2013. Inför säsongen 2014 återvände han till sin moderklubb IK Frej.
Spong vann SM-guld med Djurgården 2003, dock utan att få medalj då han spelat för lite. 2007 var han med om att föra upp Norrköping i Allsvenskan. Har haft stora skadebekymmer under sin karriär och spelade inte någon match på 2,5 år mellan vintern 2010 och sommaren 2012.

## Klubbkarriär

### Ungdomskarriär
Spong började som sexåring spela fotboll i IK Frej, en liten förening där hans pappa tränade hans lag. Han började som 13-åring spela för Brommapojkarna. Han spelade från början lite högre upp i planen men blev sedan mittback. Han spelade i klubben mellan 1996 och 1999 och spelade under sitt sista år en match i A-laget.

### Coventry City
Spong provtränade med de engelska klubbarna Tottenham Hotspur och Liverpool innan han bestämde sig för Coventry City. Vid millennieskiftet flyttade han till England, där han bodde hos en värdfamilj. Spong blev under sin tid i klubben uttagen i A-laget till en match i FA-cupen samt till ett par Premier League-matcher, dock utan att få debutera. I en B-lagsmatch mot Arsenal skadade Spong korsbandet och var borta större delen av 2002.

### Djurgårdens IF
Under julen 2002 åkte han hem till Sverige och passade på att provträna med Djurgårdens IF under sin ledighet. I februari 2003 skrev Spong på ett treårskontrakt med klubben. Han debuterade i Allsvenskan den 25 maj 2003 mot Helsingborgs IF. Matchen slutade med en bortaförlust med 2–1 för Djurgården och Spong spelade hela matchen. Hans andra och sista match var mot IFK Göteborg på Gamla Ullevi, en match han blev inbytt i. I Djurgården var han med om att vinna SM-guld under säsongen 2003, dock utan att få medalj då han spelade för lite.

### IFK Norrköping
I december 2004 blev Spong klar för IFK Norrköping. Spong fick gott om speltid för Norrköping i Superettan. Klubben blev uppflyttad till Allsvenskan 2008, där det dock inte gick så bra för Norrköping som hamnade på en sistaplats. Spong blev dock utsedd till "årets herrspelare 2008" av Östergötlands Fotbollförbund.

### Gais
Den 30 oktober 2008 skrev Spong på ett fyraårskontrakt med Gais, han anslöt dock inte till Gais förrän efter nyår då hans kontrakt med Norrköping gick ut. Han spelade 24 matcher och gjorde ett mål under sin första säsong i klubben. Det blev inget spel för Spong under 2010 då han i den sista träningsmatchen inför den allsvenska premiären mot Örgryte IS återigen skadade korsbandet. Han var inför säsongen 2011 tillbaka men drabbades under den första träningsveckan av en ny korsbandskada. Efter säsongen 2011 började Spång träna igen, men det tog inte lång tid innan han återigen åkte på en skada. Denna gång en meniskskada som höll honom borta från spel i ett halvår.
Efter att varit borta från spel i 2,5 år gjorde Spong i början av augusti 2012 comeback i en U21-match mot IF Elfsborg. Comebacken i A-laget kom i hemmamatchen mot Kalmar FF den 2 september 2012. Han började matchen på bänken men när Fredrik Lundgren skadade sig i den andra halvan av första halvleken så blev Spong inbytt. I december 2012 förlängde han sitt kontrakt med Gais över säsongen 2013.
Året 2013 var Spong med under hela försäsongen och gjorde bland annat Gais första mål för säsongen. Han drabbades dock av en bristning i baksida lår som höll han borta från spel i de inledande sex omgångarna av Superettan. Den 19 maj gjorde han comeback mot IFK Värnamo på bortaplan. Han ersatte Jimmy Tamandi i den 72:a minuten och tog en plats på det centrala mittfältet.
Gais förlängde inte Spongs kontrakt då det gick ut efter säsongen 2013.

### IK Frej
Den 4 mars 2014 blev det klart att Spong återvände till sin moderklubb IK Frej.

## Privaliv
Spong är född i Falun, men flyttade kort därefter till Hofors. När han var två år flyttade familjen till Täby norr om Stockholm.
Hans mamma, Kerstin, är sjuksköterska och har arbetat som skolsköterska på en skola i Upplands Väsby. Hans pappa, Börje, har arbetat som ekonomiansvarig på Telge. Hans yngre syster, Cecilia, har spelat fotboll på division två-nivå medan hans storebror Christian en gång i tiden tillhörde Brommapojkarnas framgångsrika 81:or. I det laget spelade bland annat Pablo Pinones-Arce och Babis Stefanidis.
Som ung spelade han ishockey i Vallentuna och bandy i Helenelund. Han studerade företagsekonomi under sin tid i Coventry.

## Meriter
- SM-guld 2003 med Djurgårdens IF (men utan medalj efter för lite speltid)

## Karriärstatistik
| Klubb                                                     | Säsong            | Inhemsk liga      | Inhemsk liga | Inhemsk liga | Nat. täv. | Nat. täv. | Internat. täv. | Internat. täv. | Totalt | Totalt |
| Klubb                                                     | Säsong            | Serie             | SM           | Mål          | SM        | Mål       | SM             | Mål            | SM     | Mål    |
| --------------------------------------------------------- | ----------------- | ----------------- | ------------ | ------------ | --------- | --------- | -------------- | -------------- | ------ | ------ |
| IF Brommapojkarna                                         | 1999              | Division 1 Norra  | 1            | 0            | 0         | 0         | 0              | 0              | 1      | 0      |
| IF Brommapojkarna                                         | Totalt i klubblag | Totalt i klubblag | 1            | 0            | 0         | 0         | 0              | 0              | 1      | 0      |
| Coventry City                                             | 1999/2000         | Premier League    | 0            | 0            | 0         | 0         | 0              | 0              | 0      | 0      |
| Coventry City                                             | 2000/2001         | Premier League    | 0            | 0            | 0         | 0         | 0              | 0              | 0      | 0      |
| Coventry City                                             | 2001/2002         | First Division    | 0            | 0            | 0         | 0         | 0              | 0              | 0      | 0      |
| Coventry City                                             | 2002/2003         | First Division    | 0            | 0            | 0         | 0         | 0              | 0              | 0      | 0      |
| Coventry City                                             | Totalt i klubblag | Totalt i klubblag | 0            | 0            | 0         | 0         | 0              | 0              | 0      | 0      |
| Djurgårdens IF                                            | 2003              | Allsvenskan       | 2            | 0            | 1         | 0         | 0              | 0              | 3      | 0      |
| Djurgårdens IF                                            | 2004              | Allsvenskan       | 0            | 0            | 0         | 0         | 0              | 0              | 0      | 0      |
| Djurgårdens IF                                            | Totalt i klubblag | Totalt i klubblag | 2            | 0            | 1         | 0         | 0              | 0              | 3      | 0      |
| IFK Norrköping                                            | 2005              | Superettan        | 26           | 0            | 0         | 0         | 0              | 0              | 26     | 0      |
| IFK Norrköping                                            | 2006              | Superettan        | 27           | 0            | 0         | 0         | 0              | 0              | 27     | 0      |
| IFK Norrköping                                            | 2007              | Superettan        | 20           | 0            | 0         | 0         | 0              | 0              | 20     | 0      |
| IFK Norrköping                                            | 2008              | Allsvenskan       | 22           | 2            | 0         | 0         | 0              | 0              | 22     | 2      |
| IFK Norrköping                                            | Totalt i klubblag | Totalt i klubblag | 95           | 2            | 0         | 0         | 0              | 0              | 95     | 2      |
| Gais                                                      | 2009              | Allsvenskan       | 24           | 1            | 0         | 0         | 0              | 0              | 24     | 1      |
| Gais                                                      | 2010              | Allsvenskan       | 0            | 0            | 0         | 0         | 0              | 0              | 0      | 0      |
| Gais                                                      | 2011              | Allsvenskan       | 0            | 0            | 0         | 0         | 0              | 0              | 0      | 0      |
| Gais                                                      | 2012              | Allsvenskan       | 7            | 0            | 0         | 0         | 0              | 0              | 7      | 0      |
| Gais                                                      | 2013              | Superettan        | 17           | 0            | 3         | 0         | 0              | 0              | 20     | 0      |
| Gais                                                      | Totalt i klubblag | Totalt i klubblag | 48           | 1            | 3         | 0         | 0              | 0              | 51     | 1      |
| IK Frej                                                   | 2014              | Division 1        | 22           | 1            | 2         | 0         | 0              | 0              | 24     | 1      |
| IK Frej                                                   | 2015              | Superettan        | 21           | 0            | 4         | 0         | 0              | 0              | 25     | 0      |
| IK Frej                                                   | 2016              | Superettan        | 25           | 0            | 0         | 0         | 0              | 0              | 25     | 0      |
| IK Frej                                                   | 2017              | Superettan        | 24           | 0            | 0         | 0         | 0              | 0              | 24     | 0      |
| IK Frej                                                   | 2018              | Superettan        | 0            | 0            | 0         | 0         | 0              | 0              | 0      | 0      |
| IK Frej                                                   | 2019              | Superettan        | 0            | 0            | 0         | 0         | 0              | 0              | 0      | 0      |
| IK Frej                                                   | Totalt i klubblag | Totalt i klubblag | 92           | 1            | 6         | 0         | 0              | 0              | 98     | 1      |
| Antal matcher och mål är korrekt per den 1 september 2019 |                   |                   |              |              |           |           |                |                |        |        |